# Астел
Стела Янева Атанасова (на английски: Stella Ianeva Atanasova), по-известна с псевдонима си Astell, е български изпълнител, композитор, текстописец и вокалист на група Metalwings.

## Биография
Родена е в Бургас, в семейството на музиканти.
Завършва Музикално училище „Панчо Владигеров“ в Бургас, със специалност виола и оперно пеене. По-късно завършва бакалавърска степен по Компютърни системи и технологии, модул компютърно музициране в Нов български университет. Завършва и магистратура в същия университет – програма Компютърни технологии в сигурността и отбраната.
През 2012 г. придобива образователна и научна степен „Доктор“, с тема „Изследване на методи и средства за създаване на компютърна алгоритмична музика“.

## Кариера
Участва в множество фестивали по електронна и електроакустична музика в България, като изпълнител на синтезатор и електрическа виола. Става част от дуета, който изпълнява олимпийския химн на България „Celebrate Humanity“, с който през 2002 г. Българския олимпийски комитет поздравява Америка по време на олимпийските игри в Солт Лейк Сити.
През есента на 2010 г. създава група „Метълуингс“ (Metalwings). В музиката си групата съчетава елементи на готик и симфоничен метъл, с оперни вокали и келтски мотиви. Metalwings участва в множество фестивали в България. Групата има няколко авторски парчета, най-популярното от които е Crying of the sun.
Астел преподава „Компютърно музициране“ и „Компютърни умения на Mac“ в софийския Нов български университет.
Освен с група Metalwings тя композира и собствена музика.

## Дискография с Metalwings

### Студийни албуми
- For All Beyond – 2018 [2]
- A Whole New Land – 2021 [2]

### Сингли
- Crying of the Sun – 2015 [2]
- Realm of Dreams – 2015 [2]
- Second Chance – 2015 [2]
- Still Believe in Us – 2020 [2]
- Monster in the Mirror – 2020 [2]

### Ел Пи
- Fallen Angel in The Hell – 2016 [2]